# Giovanni Pichler
Giovanni Pichler (Napoli, 1º gennaio 1734 – Roma, 25 gennaio 1791) è stato un incisore italiano, considerato il maggior esponente nell’arte della glittica del XVIII secolo.

## Biografia
Giovanni Pichler, alias Johann Anton Pichler, nacque a Napoli il 1º gennaio 1734 ma crebbe praticamente a Roma dove il padre si era trasferito fin dal 1743.
Giovanni era figlio di primo letto di Antonio Pichler (1697-1779), da cui apprese la tecnica dell'arte dell'intaglio delle pietre dure completando la sua formazione artistica presso il pittore Domenico Corvi (1721-1803).
Giovanni fu pittore cimentandosi nell'encausto e nel mosaico prima di dedicarsi esclusivamente alla produzione glittica. Nei primi tempi della sua attività dipinse una serie storica per i frati Francescani di Orioli e per gli Agostiniani di Bracciano.
Solo più tardi si dedicò interamente all'intaglio delle pietre dure. Incise gemme di grande bellezza e finezza secondo i dettami del Winckelmann arrivato a Roma nel novembre del 1755.
Fu tenuto in altissima considerazione e ricevette innumerevoli onori e lucrose commissioni.
La sua produzione glittica fu prolifica e di altissimo livello tecnico e artistico tanto da essere stimato ancora oggi il massimo intagliatore di gemme e pietre dure del suo tempo.
I suoi cammei, a cui dedicò interamente l'ultima parte della sua vita furono apprezzati, ricercati e commissionati dai potenti dell'epoca.
Ritrasse la famiglia dell'Imperatore Giuseppe II D'Asburgo-Lorena nonché i maggiorenti della nobiltà lombarda, così come Papi, Cardinali e personalità del suo tempo.
Sui allievi prestigiosi, in questa arte, furono Antonio Berini e Giovanni Antonio Santarelli.
Il nome di Giovanni è inoltre fra quelli proposti come identità del misterioso incisore delle Gemme Poniatowski, una collezione di oltre 2.500 gemme incise in stile neoclassico. 

## Famiglia
Giovanni Pichler apparteneva a una famiglia di origine tirolese di Bressanone trasferitasi in Italia nel primo quarto del Settecento.
Giovanni, figlio di primo letto di Antonio (1697-1779), era fratellastro di Giuseppe Pichler (1760-1820) e di Luigi Pichler (1773-1854), figli del secondo matrimonio del padre e entrambi attivi come intagliatori di pietre dure.
Giovanni ebbe due figli: Giacomo Pichler (1778-1815) che seguì le orme del padre diventando a sua volta un ottimo intagliatore di cammei e Teresa che sposò il poeta Vincenzo Monti (1754-1828).

## Opere
- Ercole lotta con il Leone
- Leandro attraversa l'Ellesponto
- Nemesi
- Leda
- Galatea
- Venere
- Danzatrici
- Vestale
- Aretusa
- Antinoo
- Saffo
- ritratto di Pio VI
- ritratto dell'Imperatore Giuseppe II
- Presso il Medagliere del Gabinetto Numismatico del Civico Museo Archeologico di Milano è conservata un'importante collezione di impronte di intagli e cammei di Giovanni Pichler.
- Al Corning Museum of Glass di New York sono conservate opere sue, del padre Antonio e del fratello Luigi.